# Megachile kamerunensis
Megachile kamerunensis är en biart som beskrevs av Heinrich Friese 1922. Megachile kamerunensis ingår i släktet tapetserarbin, och familjen buksamlarbin. Inga underarter finns listade i Catalogue of Life.